# Szkirtrest Odessa
Szkirtrest Odessa (ukr. Футбольний клуб «Шкіртрест» Одеса, Futbolnyj Kłub "Szkirtrest" Odesa) – ukraiński klub piłkarski z siedzibą w Odessie, założony w 1924.

## Historia
Zespół występował w rozgrywkach lokalnych Odessy i reprezentował Zjednoczenie Przedsiębiorstw Skórzanych i Związek Zawodowy Pracowników Przemysłu Skórzanego. Na początku lat 30. XX wieku został rozwiązany.

## Sukcesy
- mistrz Odessy: 1925.